# Stadtlengsfeld
Stadtlengsfeld ist ein Ortsteil der Gemeinde Dermbach im Wartburgkreis in Thüringen.

## Geografie
Stadtlengsfeld liegt im Tal der Felda, einem Nebenfluss der Werra in der Rhön. Der 714 Meter hohe Vulkankegel Baier liegt etwa vier Kilometer südöstlich der Stadt.

## Geschichte
Urkundlich belegte Nennungen des Ortes gibt es in Form von Adelsnamen oder Ministerialen (1137 Ludewic de Leingefelt, Erkenbert de Lengeffelt).

### Namensursprung
Vermutlich entstand der Name durch die Verbindung des mittelhochdeutschen Wortes „langes, lenges“ (der Länge nach) und dem althochdeutschen „fèld“ (Gefilde: offen, eben, flach, fast baumfrei). Eine Deutung des Namens nach „entlang der Felda, längs der Felda“ erscheint angesichts der Lage von Kaltenlengsfeld oder Schenklengsfeld fraglich, da beide Orte nicht an dem Fluss Felda liegen.

### Mittelalter

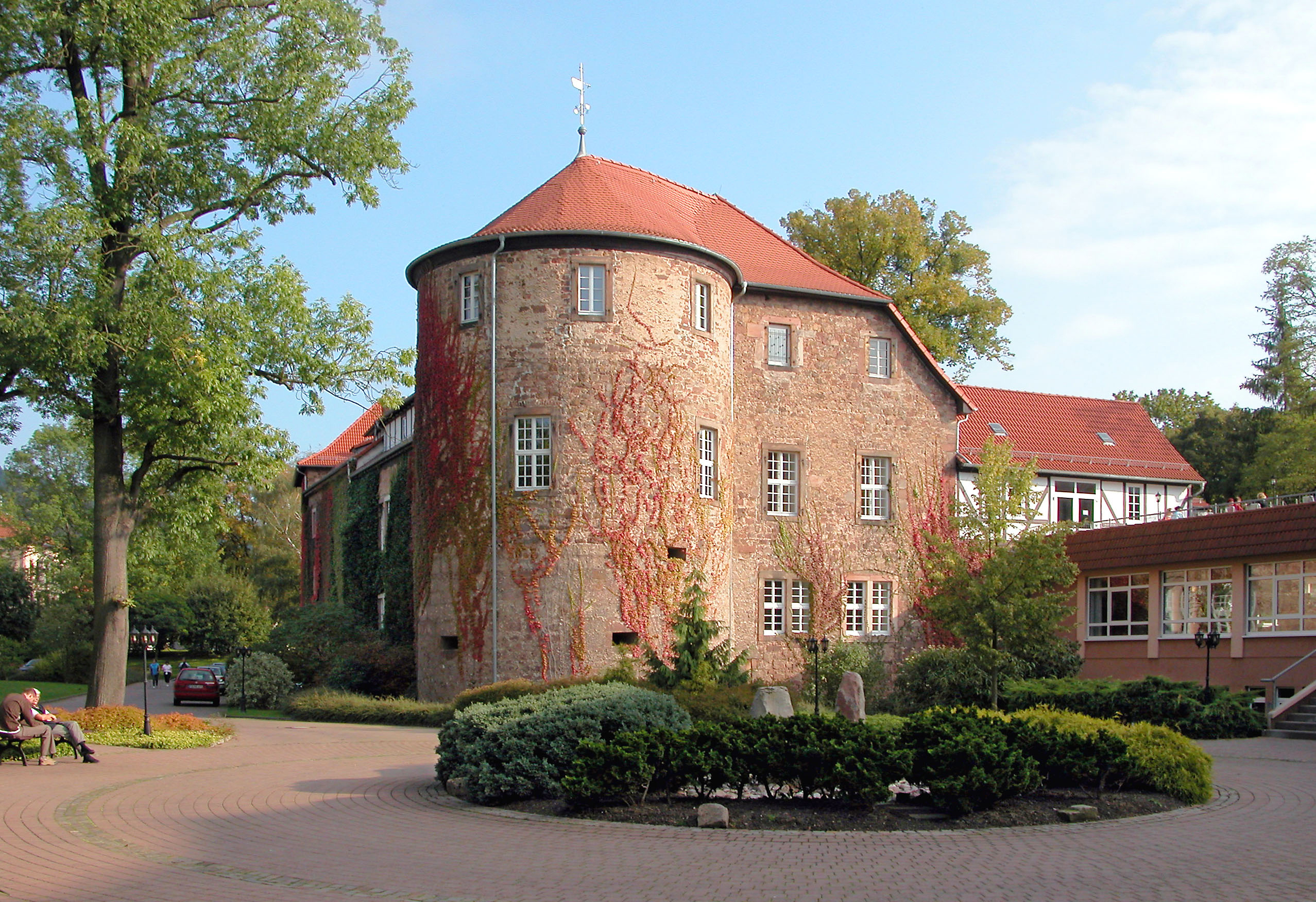
Burg/Schloss Lengsfeld von Nordwesten (2004)

Um 1125 veranlasste das Kloster Hersfeld die Errichtung einer Burg in Lengsfeld, um ihre Besitzungen zu sichern. Die Herren von Lengsfeld übten in der Burg ihre ministerialen Dienste im Auftrage des Klosters Hersfeld aus. Einige stiegen zum Dienstadel der Frankensteiner auf, die in dieser Zeit Schutzvögte des Klosters Hersfeld in der Rhön waren. Nach dem Niedergang der Frankensteiner erweiterten die Fuldaer Äbte die Lengsfelder Burg um weitere drei Burgbezirke. Sie wurden von einer gemeinsamen Mauer und einem Wassergraben geschützt. Die Burganlage wurde in eine Ganerbenschaft überführt.
Unter den Fürstäbten von Fulda wurde Lengsfeld um 1260 mit einer Stadtmauer befestigt. 1326 mussten die Frankensteiner Lengsfeld an die Abtei Fulda verkaufen. Bereits hier wurde der Ort eine Stadt genannt. In einer Urkunde aus dem Jahr 1338 werden die Einwohner als ehrbarne Bürger angesprochen. Der Urkunde ist das Siegel der Stadt angefügt.

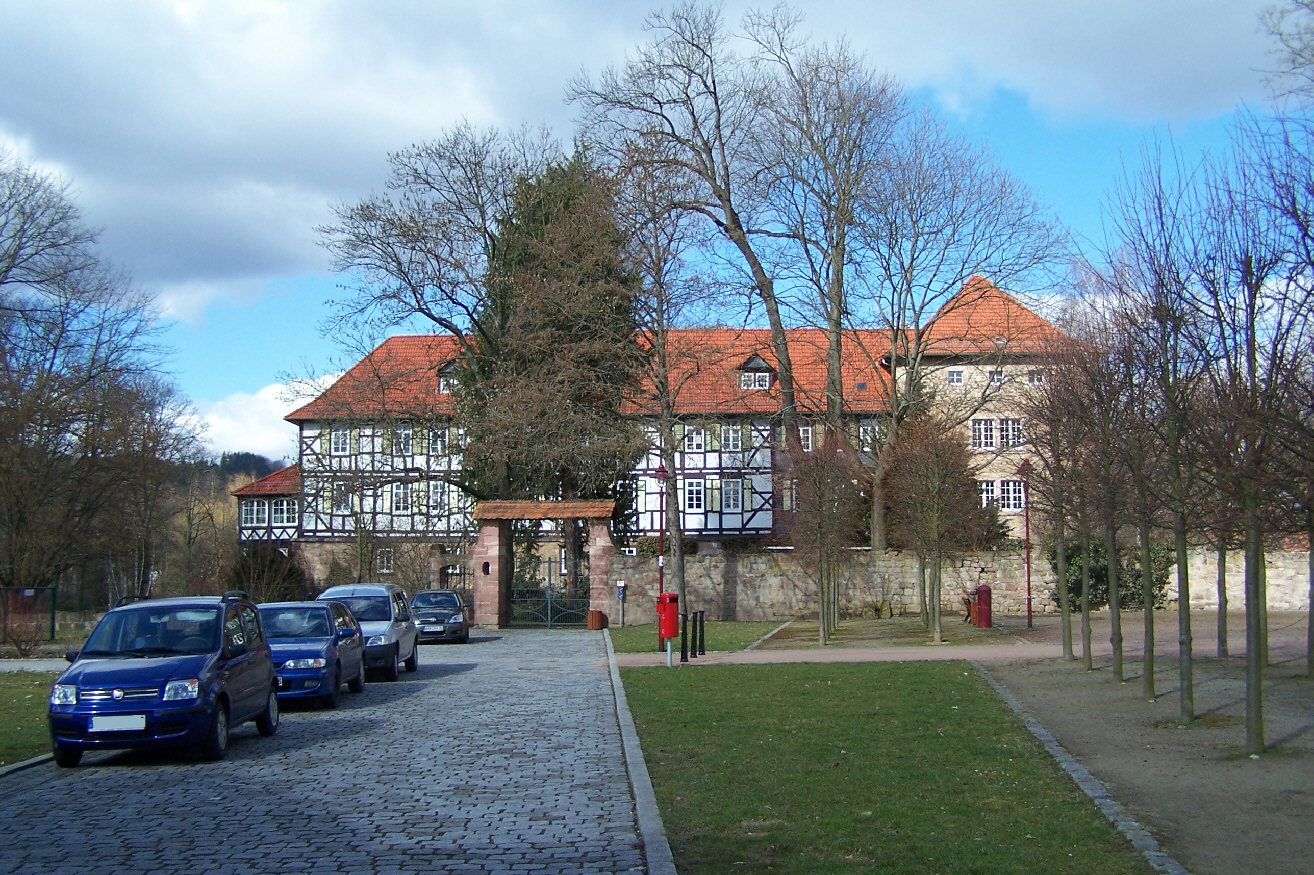
Burg Lengsfeld

1359 verlieh Karl IV. dem Ort Marktrechte. Lengsfeld war bis 1450 Pfand und Lehen von Fulda für die Adligen derer von Pferdsdorf, von Leupolds, von Reckerod, von Mansbach, von Butteler, von Herbilstat, von Tafta, von Ellen, von Rosenberg, von Buchenau, von Weyhers und von Herda. Philipp von Herda erwarb 1444 ein Burggut in Lengsfeld und stieg durch Zukauf zum größten Grundbesitzer in Lengsfeld auf. Durch Heirat mit Mechthilde von Herda, eine Enkeltochter Philipps, kam Ludwig I. von Boyneburg in den Besitz von Lengsfeld, Gehaus und Weilar. Sein Sohn Georg von Boyneburg-Lengsfeld erreichte 1548 durch Kaiser Karl V. das Recht auf Abhaltung von drei Jahrmärkten. 1734 wurden große Teile des Boineburgschen Besitzes an den Herzoglich Sächsisch-Meiningschen Geheimen Rath und Freiherrn Johann Heinrich von Müller (* 1665) aus Nürnberg verkauft. Durch Heirat kam dieser Besitz 1744 wieder an das Haus Boineburg zurück, das die Burg Lengsfeld bis 1945 besaß.
In der Stadt Lengsfeld lassen sich nach dem Dreißigjährigen Krieg folgende Zünfte nachweisen: Bäcker-, Schmiede-, Schlosser-, Wagner-, Lein-, Barchentweber-, Zeugmacher-, Bierbrauerzunft. Dominierend in der Stadt war die Hausweberei und die Blaufärberei des Leinens.

### Reformation und Bauernkrieg
1536 war die Reformation in der Stadt Lengsfeld fest etabliert. In diesem Jahr wurde der letzte katholische Pfarrer genannt. Ludwig von Boineburg gestattete jedoch schon früher als Kirchenpatron die Ausübung des Gottesdienstes sowohl in der althergebrachten Art, wie auch im Sinne Luthers. Seinen Sohn Georg schickte er 1518 zum Studium an die Universität nach Wittenberg. Dort wirkten Luther und Philipp Melanchthon. Ludwig von Boineburg war an der Gründung des Schmalkaldischen Bundes beteiligt.
Der Bauernkrieg berührte die Stadt Lengsfeld nur mittelbar. Der Werrahaufen zog am 23. April 1525 vor die Stadt Lengsfeld. Ludwig von Boineburg unterschrieb die Forderungen der Bauern. Er musste den Bauern 500 Gulden zahlen und den Werrahaufen als Pfand auf seinem Zug nach Meiningen begleiten. Nach der Niederlage der Bauern verhängte der hessische Landgraf eine Strafe von 200 Gulden über die Stadt. Alle Versprechungen gegenüber den Bauern wurden rückgängig gemacht. Der gescheiterte Bauernaufstand schwelte in der Wiedertäuferbewegung weiter. In der Stadt Lengsfeld hatte sie viele Anhänger. Ihr Anführer, Valentin Gutwasser, wurde in Gotha hingerichtet.

### Hexenprozesse
In der Stadt Lengsfeld wurden von 1663 bis 1720 18 überlieferte Hexenprozesse geführt. Der Schöppenstuhl in Jena verhängte neun Todesurteile, die auch vollstreckt wurden. Zwei Angeklagte verstarben in der Folterkammer, eine Angeklagte konnte fliehen. Vier Prozesse endeten mit einem Freispruch. Von zwei Prozessen ist der Ausgang nicht überliefert.

### Geschichte der jüdischen Gemeinde
In der ersten Hälfte des 16. Jahrhunderts setzte ein starker Zuzug von Juden in die Stadt Lengsfeld ein. Sie kamen vor allem aus der Grafschaft Henneberg. Dort wurde 1555 der Judenschutz aufgekündigt und 1566 mussten alle Juden die Grafschaft verlassen. In diese Zeit fällt auch die Anlage eines jüdischen Begräbnisplatzes südlich der Stadt und außerhalb ihrer Mauern. Nach der Reichs-Polizeiordnung des Kaisers Karl V. 1548 hatten die Boineburgs als Mitglieder der Reichsritterschaft das Recht, Juden den Aufenthalt in ihrem Herrschaftsbereich zu gestatten und von ihnen Schutz- und Schirmgeld zu erheben. Nach einer Aufstellung des Boineburgschen Amtsmannes Johann Christoph Schell bestand die jüdische Einwohnerschaft im Jahre 1731 aus 24 Familien und fünf Witwen. Die meisten Juden siedelten sich am heutigen Frauenberg und in der Hintergasse an. Wann die Synagoge Stadtlengsfeld gebaut wurde, lässt sich nicht mehr ermitteln. Erste Nachrichten über die Erweiterung einer jüdischen Schule stammen aus dem Jahre 1799. Um 1750 war Mendel Rothschild Oberrabbiner in der Stadt Lengsfeld. Ihm folgte 1780 Isaak Kugelmann Hess. Um 1800 gehörten der israelitischen Gemeinde in Lengsfeld etwa 800 Mitglieder an. 1825 wurde Lengsfeld Sitz eines Landrabbinates. Landrabbiner war Isaak Kugelmann Hess. Weitere Landrabbiner waren: 1827 bis 1871 Mendel Hess, 1872 bis 1881 Theodor Kroner, 1881 bis 1898 Moses Salzer, 1898 bis 1919 Josef Wiesen. Die Mitgliederzahl der israelitischen Gemeinde verringerte sich infolge Abwanderungen und Auswanderungen. Sie betrug im Jahr 1825 noch 566 Personen, 1893 noch 114 Personen, 1901 noch 64 Personen, 1925 noch 38 Personen und 1938 noch 36 Personen. Ende 1938 verließen die letzten jüdischen Einwohner Stadtlengsfeld. Am 9. November 1938 wurde die Synagoge weitgehend verwüstet und später zu einem Wohnhaus umgebaut, der jüdische Friedhof geschändet. Nach Angaben von Yad Vashem und des Gedenkbuches sind nachweislich 50 gebürtige bzw. längere Zeit am Ort wohnhaft gewesene, jüdische Bürger Stadtlengsfelds Opfer des Holocaust geworden,
anderen Angaben nach waren es 69 Personen.

### Dreißigjähriger Krieg
Während des Dreißigjährigen Krieges kam es in den Jahren 1623, 1624 und 1625 zu Durchzügen verschiedener Heere. Diese waren mit Plünderungen verbunden. Am 19. Juni 1634 überfielen kaiserlich-kroatische Reiter des Grafen Isolani die Stadt und legten große Teile in Schutt und Asche. Auch Burg und Schloss waren betroffen. Ein Jahr später wurde die Stadt noch einmal gebrandschatzt und geplündert. 1635 grassierte zudem die Pest im Feldatal und entvölkerte ganze Ortschaften. 1650 lebten in der Stadt nur noch 18 Familien.

### Patrimonialamt Lengsfeld
1685 wurde Lengsfeld ein reichsfreies Gericht. Mit der Eingliederung in das Großherzogtum Sachsen-Weimar-Eisenach 1816 war es Sitz des Patrimonialamtes Lengsfeld, das denen von Boineburg und von Müller gemeinsam gehörte. 1850 erfolgte die Aufhebung der Patrimonialgerichtsbarkeit und die Trennung der Rechtsprechung von der Verwaltung. Die Verwaltungsfunktion des Patrimonialamtes ging in dem Verwaltungsbezirk IV auf, die Rechtsprechung in das Justizamt Lengsfeld, das 1879 in das Amtsgericht Stadtlengsfeld umgewandelt wurde.

### Schulwesen und Schulgeschichte
Erste Belege für eine Schule in Lengsfeld stammen aus dem Jahr 1659. Die israelitische Gemeinde errichtete 1799 das jüdische Schulhaus neben der Synagoge. Der Landrabbiner Mendel Heß gründete 1841 eine „höhere Schule“ mit Internat für jüdische Kinder. Die Herren von Boineburg und von Müller ließen ihre Kinder durch Hauslehrer unterrichten. 1850 vereinigten sich die christliche und jüdische Schule. Ein neues Schulhaus entstand 1881. Etwa ab 1874 ist die Stadt Lengsfeld Standort einer „Gewerblichen Berufsschule“. Sie bestand als „Allgemeine Berufsschule“ bis 1958. In den Räumen der Burg wurde 1917 eine Privatschule gegründet, um Mädchen zum Abschluss eines Lyzeums zu führen. 1984 erfolgte der Bau eines neuen Schulhauses. Das Schulgebäude wurde zuletzt als Staatliche Regelschule "Feldatalschule" genutzt und im Jahr 2016 mit einem Anbau der Grundschule erweitert. Im Jahr 2023 wurde die Schule als Thüringer Gemeinschaftsschule (TGS) zusammengefasst und ist somit die erste TGS im Wartburgkreis.

### Napoleonische Kriege
Lengsfeld gehörte in rascher Folge ab 1805 zum Kurfürstentum Hessen-Kassel, 1807 wurde es dem Königreich Westphalen zugeschlagen und wurde Hauptort des Kantons Lengsfeld. Ein Jahr später fand es sich im Großherzogtum Frankfurt und 1812 erneut im Kurfürstentum Hessen-Kassel wieder. 1813 gehörte es mit der Enklave Fulda zum Königreich Preußen und 1815 erhielt es der Großherzog von Sachsen-Weimar-Eisenach.

### Revolutionäre Ereignisse 1848/1849
Am 14. März 1848 verlangten Einwohner von Lengsfeld, Weilar und Gehaus von den Herren von Boineburg und von Müller
- die Aufhebung der Patrimonialgerichtsbarkeit,
- die Aufhebung der Dienstgelder,
- die Herabsetzung des Lohngeldes auf fünf Prozent,
- die Abtretung der Erlen am Ufer der Felda an die betreffenden Wiesenbesitzer,
- die Abtretung der Jagd und Fischerei auf und an den bäuerlichen Grundstücken,
- ein gemeinschaftliches Hut- und Triftrecht in allen Fluren mit den Gemeinden,
- die Abgabe der zu den Rittergütern gehörenden Schenkgerechtigkeiten,
- die Herabsetzung der Holzpreise auf die Taxe, wie sie 20 Jahre zuvor bestanden hatten,
- den Erlass aller Rückstände an lehnsherrlichen Gefällen.

Diese Forderungen wurden angesichts der Massenaufläufe von den Grundherren derer von Boineburg in Lengsfeld, Gehaus und Weilar und derer von Müller in Lengsfeld bewilligt. Erstmals beteiligten sich an den Protesten auch Arbeiter der dortigen Kammfabrik. In der Stadt wurde eine Bürgerwehr gebildet, um gegen Gewalttaten und Plünderungen einzuschreiten.
Auf Intervention und Anzeige des Emil von Boineburg in Weilar bei der Großherzoglichen Regierung in Weimar wurde die Stadt Lengsfeld am 1. Mai 1848 von 200 Soldaten besetzt. Eine Regierungskommission sollte die Ursachen der Unruhen ermitteln. Die Anführer der Unruhestifter, namentlich der Postexpeditor Handschuhmacher, sollten verhaftet und nach Eisenach gebracht werden. Wegen Unterstützung der Aufständischen sollte gegen den Gastwirt Pertermann, den Juden Backhaus und Rosenblatt, den Stadtrichter Solbrich und das Ratsmitglied Xylander ermittelt werden.
Über den Ausgang der Ermittlungen geben die Akten keine Auskunft.

### Stadtbrand 1878
In der Nacht vom 26. auf den 27. Oktober 1878 wurde in den Scheunen des boineburgschen und enderschen Rittergutes auf dem Neuen Hof (heute Burgplatz) ein Feuer vorsätzlich gelegt. Es vernichtete 67 Wohnhäuser mit den dazugehörenden Wirtschaftsgebäuden. Weitere sieben einzelstehende Wirtschaftsgebäude brannten völlig ab. Betroffen war die gesamte Amtsgasse (heute Amtsstraße), das heutige Obertor, der gesamte Kirchberg (mit Ausnahme der Kirche), die linke Seite des Frauenberges und der Sack (heute Amtsgasse), die heutige Neue Straße. Folgende öffentliche Gebäude wurden ein Raub der Flammen: das Amtshaus (heute Rathaus), das Postgebäude mit der Telegrafenstation in der heutigen Amtsstraße, das Rathaus und das Gasthaus „Zur Sonne“ (heute das ehemalige Konsum-Landwarenhaus), das Schulhaus mit der Kleinkinderbewahranstalt auf dem Kirchberg. Über 100 Familien wurden obdachlos. Die Einwohnerzahl sank infolge des Brandes im Jahre 1878 auf einen historischen Tiefstand von 1200 Menschen. An der Löschung des Brandes waren zwölf Feuerwehren beteiligt.

### Wirtschaftliche Verhältnisse um 1880 bis 1900
- Grundbesitz: von Boineburg 990 Hektar, Dr. Enders 610 Hektar, Gemeinde 31 Hektar, sieben einzelbäuerliche Betriebe 81 Hektar;
- Industrie: Glasfabrik, Haarstrumpffabrik, Tuchfabrik;
- Handel: Agenturen, Apotheke, Kohlenhandlungen, Materialwaren, Mehlhandlungen, Schnitt- und Modewaren, Vieh (auf zwei Viehmärkten);
- Gewerbe: Architekt, Bäcker, Barbier, Böttcher, Brauereien, Buchbinder, Dachdecker, Färber, Fleischer, Fuhrwerke, Gastwirte, Glaser, Klempner, Lohgerber, Mühlen, Maurer, Restaurateure, Sattler, Schlosser, Schmiede, Schneider, Schuhmacher, Stellmacher, Tischler, Weber, Ziegelei, Zimmerer, sieben Jahrmärkte

Durch den Bau der Feldabahn erhielt die Stadt 1879 einen Bahnanschluss. 1889 begann die Firma Koch und Schnorr mit dem Bau einer Porzellanfabrik.
Im Jahre 1896 erfolgte die Umbenennung vom bisherigen Namen Lengsfeld in Stadtlengsfeld.

### Erster Weltkrieg und Weimarer Republik
Im Ersten Weltkrieg fielen 79 Stadtlengsfelder an den Fronten. Ihnen wurde 1925 ein Denkmal errichtet.
Der Postkutschenverkehr von, nach und durch Stadtlengsfeld wurde 1916 eingestellt.
Im Jahre 1919 gründete sich in Stadtlengsfeld eine Ortsgruppe der Kommunistischen Partei Deutschlands (KPD). Die etwa um 1900 gegründete Ortsgruppe der Sozialdemokratischen Partei Deutschlands (SPD) und die KPD waren bis 1933 die zahlenmäßig stärksten Parteien in der Stadt.
Unter dem Bürgermeister Adolf Hörle (1922 bis 1933) wurden bedeutende Projekte zur Entwicklung der Stadt realisiert: kommunaler Wohnungsbau, Straßen und Wege, Bau eines neuen Kindergartens.

### 1933 bis 1945
Zu Beginn der Zeit des Nationalsozialismus wurden politische Gegner des Regimes verfolgt und in „Schutzhaft“ genommen. Trotzdem gab es weiterhin Widerstandsaktivitäten wie die des kommunistischen Kaliarbeiters Hugo Simon, der Ende 1944 in das Arbeitserziehungslager (AEL) Römhild verschleppt wurde, wo er ums Leben kam. Auch in der Aktion Gitter wurden mehrere Personen im KZ Buchenwald interniert.
Im Jahre 1934 wurde die verkehrswichtige Feldabrücke erneuert. Die 700-Jahr-Feier 1935 richteten die Nationalsozialisten ganz im Sinne ihrer propagandistischen Ziele aus. Die damalige Stadthalle (heute Feldatalhalle) und das Schwimmbad wurden 1942 ihrer Bestimmung übergeben.
Im Zweiten Weltkrieg mussten circa 500 Kriegsgefangene und Zwangsarbeiter aus verschiedenen Nationen, die in mehreren Lagern interniert waren, für die Wintershall AG, die Haarspinnerei, das Stadtgut, die Firma Schnepper & Isphording, einzelbäuerliche Betriebe, die Porzellanfabrik Stadtlengsfeld und in der Schachtanlage Menzengraben Zwangsarbeit verrichten.
Am 4. April 1945 besetzten amerikanische Truppen Stadtlengsfeld. Sie wurden am 4. Juli 1945 von Militäreinheiten der Roten Armee abgelöst. An den Fronten des Zweiten Weltkrieges starben 144 Stadtlengsfelder Soldaten. Im Holocaust wurden 49 ehemalige jüdische Einwohner von Stadtlengsfeld ermordet.

### Die Nachkriegsjahre von 1945 bis 1949
Am 1. Oktober 1945 wurde der Unterricht mit sechs Lehrkräften und 389 Schülern wieder aufgenommen. Im Herbst begannen die Porzellanfabrik und das Kaliwerk in Menzengraben im begrenzten Umfang zu produzieren. Im Ort gründeten sich eine Ortsgruppe der SPD und KPD, die sich 1946 zur Sozialistischen Einheitspartei Deutschlands (SED) vereinigten.
Am 10. September wurde in Stadtlengsfeld die Bodenreform durchgeführt.
Zwei Rittergüter, und zwar das Doktor Bendersche Gut, das im Jahre 1942 durch die Thüringische Landessiedlungsgenossenschaft in Weimar bereits aufgeteilt worden war, und das Schnepper & Isphordingsche Gut, fielen nun unter die Bodenreform. Es handelte sich um insgesamt 635,17 ha: 29,80 ha Ackerland, 30,84 ha Wiese, 2,65 ha Gartenland, 2,88 ha Sonstiges, 559,00 ha Wald.
Dieser Besitz wurde an 144 Stadtlengsfelder Einwohner, an den Staat und an die Gemeinde Stadtlengsfeld aufgeteilt. Nach der Bodenreform gab es im Ort 50 ablieferungspflichtige, landwirtschaftliche Betriebe mit einer Nutzfläche von mindestens je einem Hektar. Die Porzellanfabrik wurde 1946 in einen Volkseigenen Betrieb (VEB) überführt. In einem ehemaligen Zweigbetrieb des Kabelwerkes Vacha nahmen 1948 die Rhönwerkstätten die Arbeit auf.

### Stadtlengsfeld in der Deutschen Demokratischen Republik
Die Sozialversicherung begann 1949 im Schloss und in der Burg mit dem Aufbau eines Genesungsheimes, welches 1952 seiner Bestimmung übergeben wurde. 1957 profilierte es sich zum Diätsanatorium. Die Maschinen-Ausleihstation (MAS) begann 1952 mit ihrer Arbeit. Dieser Betrieb entwickelte sich über die Maschinen-Traktoren-Station (MTS) zur Reparaturen-Traktoren-Station (RTS) und schließlich zum Kreisbetrieb für Landtechnik (KfL).
Im Zuge der Kreisreform kam Stadtlengsfeld im Juli 1950 zum neugegründeten Kreis Bad Salzungen im Bezirk Suhl.
1952 wurde das Landwarenhaus eröffnet. Neben einer Lebensmittel- und Fleischabteilung waren Möbel, Textilien und Schuhe im Sortiment. Am 7. Juli 1953 ereignete sich auf der Schachtanlage Menzengraben ein Gasausbruch, der drei Menschenleben forderte. Im Jahre 1955 wurde im Ort das Filmtheater „Feldatal“ eingeweiht.
Am Vormittag des 17. April 1958 ereignete sich auf der Schachtanlage Menzengraben erneut ein Gasausbruch, der sechs Bergleute das Leben kostete.
Im März 1977 wurde der neue Konsum-Backwarengroßbetrieb in Stadtlengsfeld eingeweiht. 1984 öffnete das neue Gebäude der Polytechnischen Oberschule für die Klassen 5 bis 10 in der Eisenacher Straße seine Pforten.

### Stadtlengsfeld in der Bundesrepublik Deutschland
Im Herbst 1989 fanden in Stadtlengsfeld Demonstrationen, Friedensgebete in der evangelischen Kirche und Bürgerversammlungen gegen den Alleinvertretungsanspruch der SED statt. Bei den Kommunalwahlen 1990 wurde Karl-Friedrich Hirt als neuer Bürgermeister gewählt. Im Jahre 1991 entstand aus dem ehemaligen Diätsanatorium die Burg-Klinik. 1995 ging die Rhönbäckerei in den Konkurs. Mit dem Konkurs der „Rhön-Porzellan GmbH“ im Jahre 1998 endete eine über einhundert Jahre alte Porzellantradition.
Am 1. Januar 2019 wurde die Stadt Stadtlengsfeld nach Dermbach eingemeindet. Zuvor gehörte sie seit dem 31. Dezember 2013 der Verwaltungsgemeinschaft Dermbach an.

### Wappen
Das Wappen von Stadtlengsfeld zeigt die ungekrönte heilige Margarete; die Handhabung von Schild und Stab ist falsch dargestellt, sie müsste umgekehrt sein. Der Fehler ist wahrscheinlich später (im 17. Jahrhundert) bei der Neuanfertigung des Wappens nach dem SIEGEL DER STADT LENGSFELD entstanden. Der Schild in ihrer Hand zeigt das Wappen der Abtei Fulda.

### Einwohnerentwicklung
Entwicklung der Einwohnerzahl:
| - 1994: 2.153 - 1995: 2.152 - 1996: 2.943 - 1997: 2.969 - 1998: 2.924 - 1999: 2.865 | - 2000: 2.829 - 2001: 2.808 - 2002: 2.794 - 2003: 2.746 - 2004: 2.719 - 2005: 2.684 | - 2006: 2.664 - 2007: 2.674 - 2008: 2.651 - 2009: 2.597 - 2010: 2.566 - 2011: 2.499 | - 2012: 2.442 - 2013: 2.428 - 2014: 2.405 - 2015: 2.427 - 2016: 2.415 - 2017: 2.356 - 2019: 1.870 (durch Eingemeindung und Abgabe des Ortsteils Gehaus) |

 Datenquelle: ab 1994 Thüringer Landesamt für Statistik – Werte vom 31. Dezember

## Politik

### Ortsteilrat
Der Ortsteilrat von Stadtlengsfeld setzt sich aus acht Ratsfrauen und Ratsherren zusammen.

### Ortsteilbürgermeister
Ortsteilbürgermeister ist seit 2022 Michael Deisenroth (parteilos, unterstützt von Die Linke/Bürger für die Region). Zuvor waren von 2006 bis 2016 Ralf Adam (parteilos) und von 2016 bis 2022 Jürgen Pempel (CDU) die (Ortsteil-)Bürgermeister von Stadtlengsfeld.

## Wirtschaft und Infrastruktur

### Wirtschaft

Porzellanwerk Lengsfeld – Anfang des 20. Jahrhunderts

Seit 1889 ist Stadtlengsfeld Standort der Porzellanherstellung. Die Produktion umfasste zunächst Tafel- und Kaffeeservice in einfacher und gehobener Qualität für Haushalte und Gastronomie. Zu DDR-Zeiten wurde die Fabrik ausgebaut und automatisiert; die Beschäftigtenzahl stieg auf fast 700. Nach der Wende gingen Absatz und Beschäftigungszahlen immer weiter zurück. Die Insolvenz folgte 1998.
Zu DDR-Zeiten existierte ferner eine Großbäckerei der Konsum-Handelskette und ein Kreisbetrieb für Landtechnik.
Die Dr. Becker Unternehmensgruppe betreibt in Stadtlengsfeld die Burg-Klinik für Psychotherapie und Psychosomatik – Rehabilitation und Prävention.
Die ACO Passavant GmbH hat sich im Industriegebiet der Stadt angesiedelt.

### Verkehr

#### Straße
Stadtlengsfeld liegt an der Landesstraße 1022, welche von Dorndorf zur Bundesstraße 285 und nach Dermbach führt. Weitere Landesstraßen zweigen nach Hämbach und Oechsen von der L 1022 ab.

#### Bahn
Stadtlengsfeld hatte einen Haltepunkt an der Feldabahn (Dorndorf–Kaltennordheim). Die Strecke wurde in den 1990er Jahren stillgelegt und die Gleise zwischen Weilar und Kaltennordheim im Jahr 2008 demontiert. Der nächstgelegene Bahnhof befindet sich in Bad Salzungen.

#### ÖPNV
Stadtlengsfeld wird durch die Wartburgmobil-Buslinien 104 und 134 sowie die Buslinie 121 der Firma Fleischmann mit den benachbarten Gemeinden verbunden.

## Sehenswürdigkeiten
Das heutige Stadtbild wird geprägt durch die 1791 erbaute Kirche. Zahlreiche mittelalterliche Gebäude fielen dem Großbrand von 1878 zum Opfer, erhalten blieben Reste der Stadtbefestigung, des Amtshauses – heute Rathaus und der Burg Lengsfeld.
Weitere bedeutende Bauten sind das 1881 erbaute Schulgebäude nahe der Kirche, das Kriegerdenkmal über der Stadt mit der anschließenden kleinen Parkanlage sowie der jüdische Friedhof im Süden der Stadt. Ein ausgedehntes Wanderwegenetz entlang der Felda führt zum Ortsteil Menzengraben mit den Resten einer ehemaligen Bergwerksanlage oder zum Ortsteil Hohenwart. Sehenswert sind weiterhin das Boineburgsche Schloss und der Park im Stadtteil Gehaus sowie die dortige Kirche.
Vielfach trifft man auch auf die baulichen Reste der Feldabahn, teilweise als Wander- und Radweg genutzt.
Erhaltene Zeugnisse der jüdischen Vergangenheit der Region sind der Jüdische Friedhof Stadtlengsfeld und der Jüdische Friedhof Gehaus

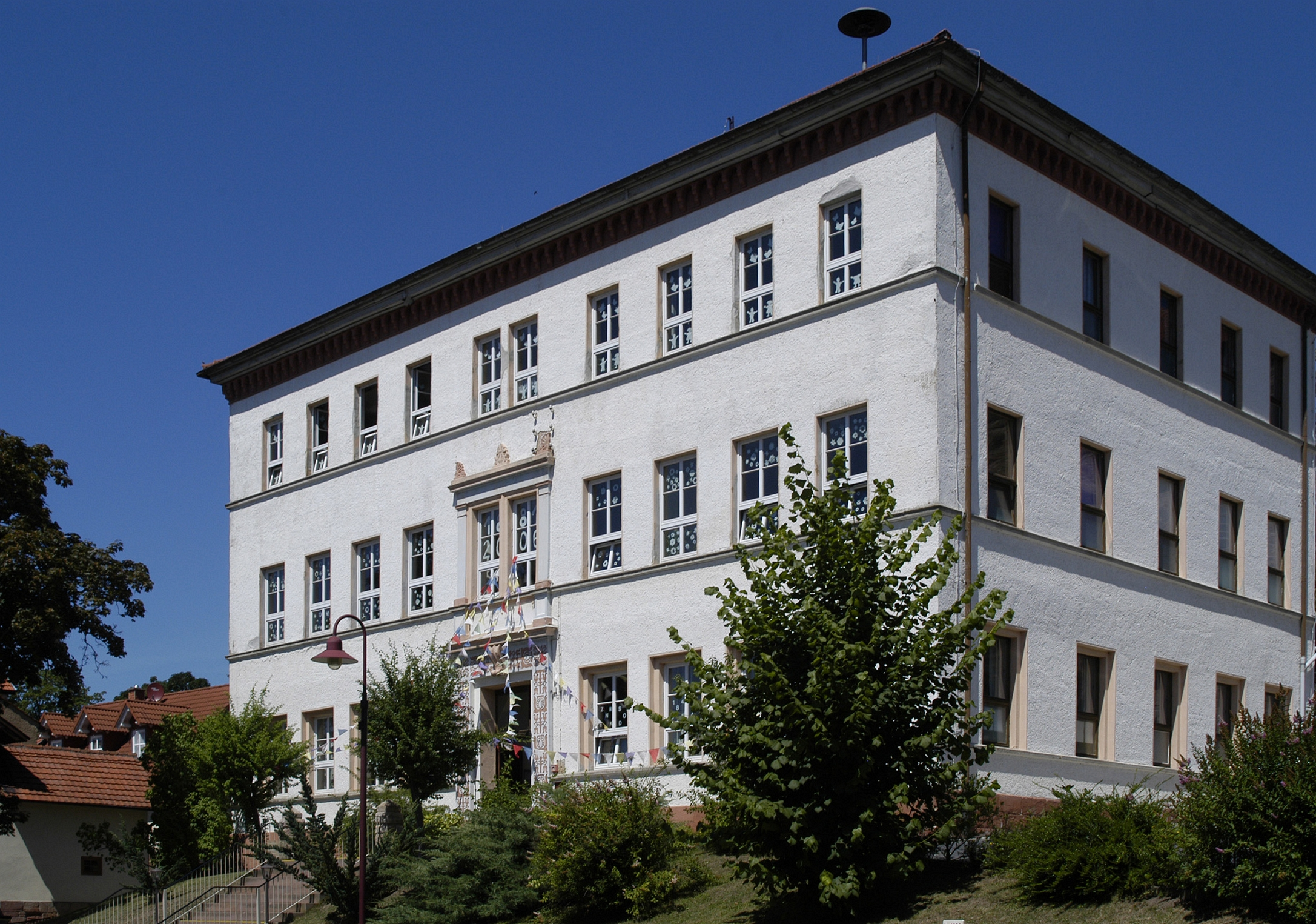
Das Schulgebäude wurde 1881 erbaut. Es wird derzeit zu einem Wohnhaus umgebaut.

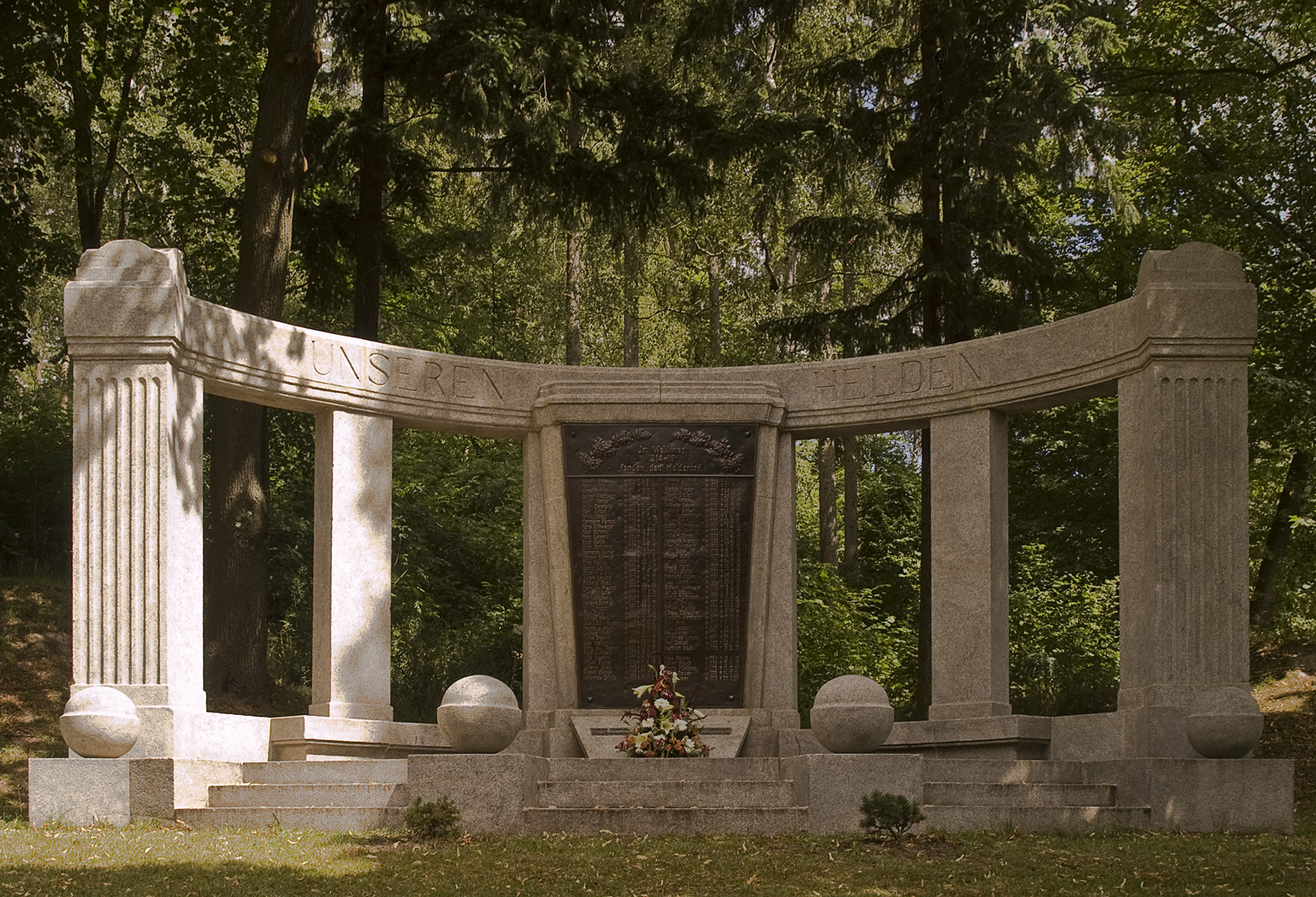
Denkmal für die Opfer der Weltkriege

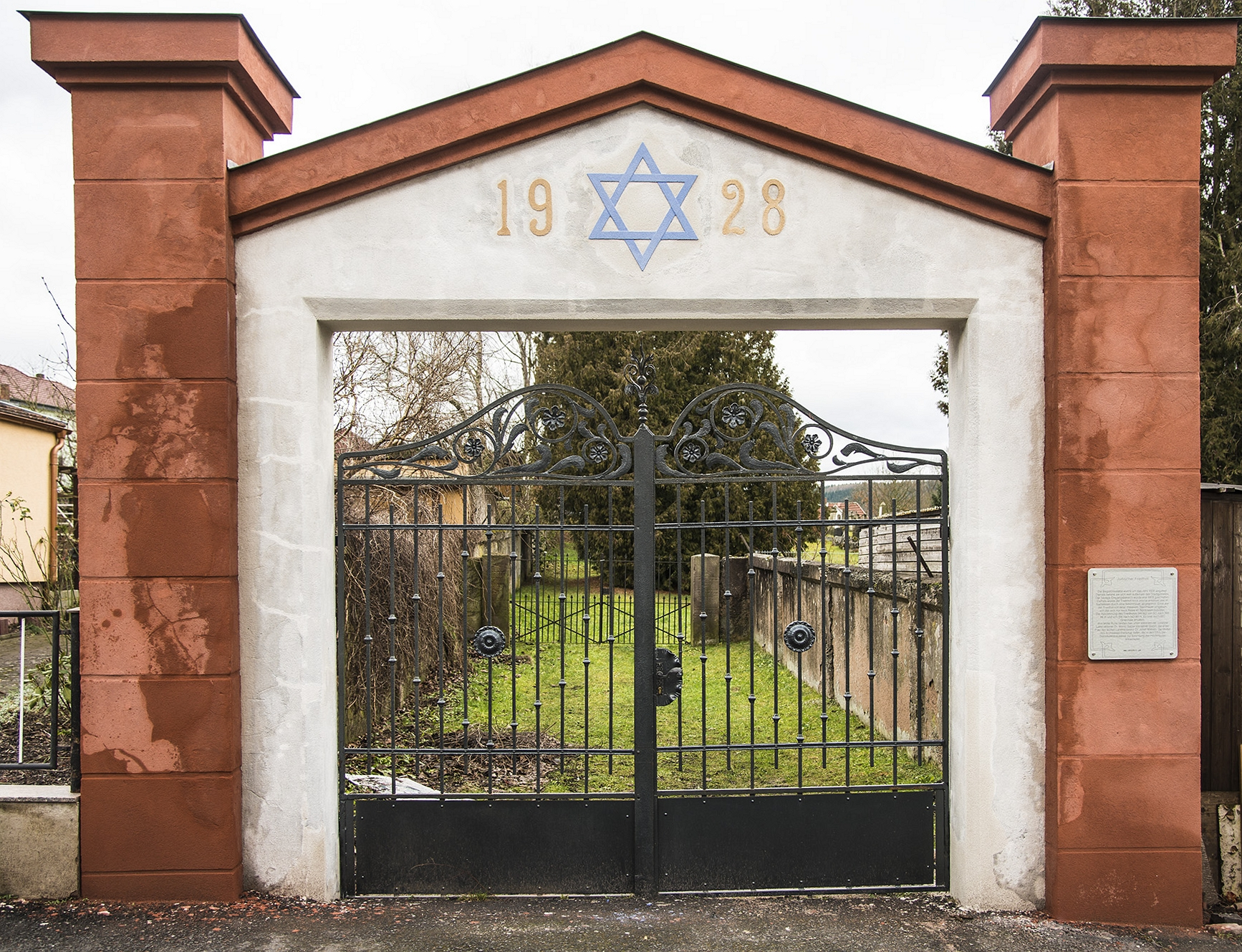
Das Eingangsportal des jüdischen Friedhofes von Stadtlengsfeld wurde 1928 errichtet

### Naturdenkmale
Mehrere Bäume in der Gemarkung sind als Naturdenkmal ausgewiesen:
- Alte Eiche am Krankenhaus
- Linde im Burghof
- Linde auf dem Marktplatz

## Persönlichkeiten
- Christian Schreiber (1781–1857), Philosoph, Pädagoge, Lyriker, Superintendent in Lengsfeld
- Philipp Enders (1808–1878), Arzt und Mitglied der Frankfurter Nationalversammlung
- Dankmar Adler (1844–1900), zählt mit 180 Projekten zu den bedeutendsten US-Architekten der 1880er Jahre, Spezialist für Raumakustik und Mitbegründer der Chicagoer Schule, bekannt u. a. für die Einführung der Stahlskelettbauweise bei Hochhäusern
- Hugo Chanoch Fuchs (1878–1949), Rabbiner und Historiker
- Heinrich Meyfarth (1881–1956), Ehrenbürger der Stadt
- Werner Krug (1918–2008), Ehrenbürger der Stadt, gründete das sog. Diätsanatorium, mittlerweile Reha- und Klinikzentrum
- Herbert Schirmer (* 1945), Minister für Kultur der DDR
- Rolf Schlegel (* 1947), Genetiker und Pflanzenzüchter, emeritierter Professor der Martin-Luther-Universität Halle-Wittenberg
- Christhard-Georg Neubert (* 1950), evangelischer Theologe